# Alexander van Geen

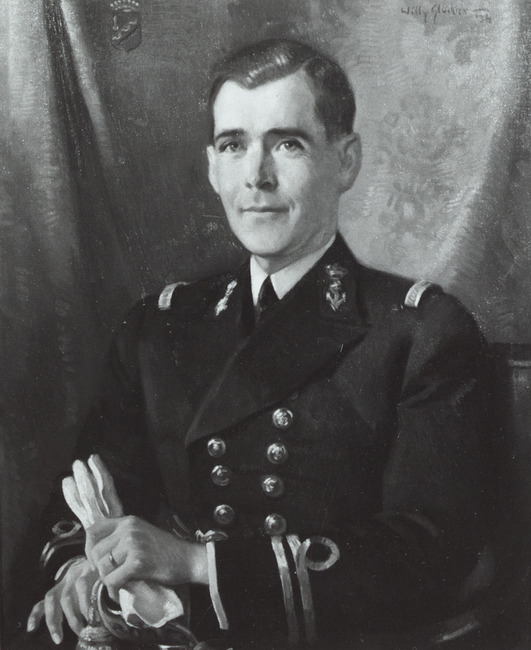
Porträt von Alexander van Geen, erstellt von Jan Willem Sluiter

Alexander Jonkheer van Geen (* 7. Dezember 1903 in Den Haag; † 27. Februar 1942 in der Javasee) war ein niederländischer Moderner Fünfkämpfer.
Alexander van Geen nahm an den Olympischen Sommerspielen 1936 in Berlin teil, wo er den 18. Rang belegte.
Er diente im Zweiten Weltkrieg in der Koninklijke Marine und starb 1942 bei der Schlacht in der Javasee.